# Henriëtte Louise Mathie van Hangest d'Yvoy
Henriëtte Louise Mathie van Hangest barones d'Yvoy (Lochem, 28 december 1931 – Doesburg, 2 april 2015) was een Nederlands burgemeester.

## Biografie
D'Yvoy was een lid van het geslacht Van Hangest d'Yvoy en een dochter van Daniel Maximiliaan Marie van Hangest baron d'Yvoy, heer van Mijdrecht (1899-1987) en diens eerste echtgenote Mathia Mary Anny Nennee barones van Voërst van Lynden (1903-1932), lid van de familie Van Lynden. Haar moeder stierf drie weken na haar geboorte en haar vader hertrouwde in 1934 met jkvr. Berendina Johanna de Blocq van Scheltinga (1904-1961), lid van de familie Van Scheltinga en zus van NSB-burgemeester jhr. Daniël de Blocq van Scheltinga (1903-1962), waarna zij nog een halfbroer kreeg in 1935. Zij trouwde in 1954 met jhr. mr. Conradin Flugi van Aspermont (1928-1968), lid van de familie Flugi van Aspermont, met wie zij vier dochters kreeg. In 1978 hertrouwde zij met Barthold Philip baron van Verschuer, heer van Ooy, Persingen en Leur (1925-1987), lid van de familie Van Verschuer uit welk huwelijk geen kinderen werden geboren.
Vanaf 1956 was de eerste echtgenoot van D'Yvoy burgemeester, vanaf 1965 waarnemend burgemeester van de Gelderse gemeente Rozendaal ter opvolging van zijn schoonvader. Toen Flugi in 1968 na een ziekte overleed, volgde zij hem per 1 september 1968 op als burgemeester van Rozendaal, de functie die haar vader van 1934 tot 1964 had bekleed. Met haar benoeming kreeg Nederland een derde vrouwelijke burgemeester. Zij bleef er burgemeester tot 1978.
In 1987 was D'Yvoy ondervoorzitter van de Nederlandse Adelsvereniging. Ze was ridder in de Orde van Oranje-Nassau.